# Gianluca Gorini
Gianluca Gorini (Gorizia, 18 ottobre 1970) è un ex ciclista su strada italiano, professionista dal 1993 al 1997.

## Palmarès
- 1988 (dilettanti)

Giro del Lodigiano - Giro della Provincia di Lodi
- 1992 (dilettanti)

G.P. Sovizzo - Piccola Sanremo
Trofeo Piva

## Piazzamenti

### Grandi Giri
- Giro d'Italia

1994: 82º
1996: ritirato (21ª tappa)
- Tour de France

1995: 110º
- Vuelta a España

1994: 102º
1996: ritirato (20ª tappa)
1997: 66º

### Classiche monumento
- Milano-Sanremo

1994: 108º
1995: 25º
1996: 14º
- Giro delle Fiandre

1993: 66º
1994: 84º
1996: 39º
- Parigi-Roubaix

1995: 22º